# Basketball Club Žalgiris 2014-2015
Questa voce raccoglie le informazioni riguardanti il Basketball Club Žalgiris nelle competizioni ufficiali della stagione 2014-2015.

## Stagione
La stagione 2014-2015 del Basketball Club Žalgiris è la 22ª nel massimo campionato lituano di pallacanestro, la Lietuvos krepšinio lyga.

## Roster
Aggiornato al 22 marzo 2022.
| Žalgiris Kaunas 2014-15 | Žalgiris Kaunas 2014-15 |
| Giocatori               | Staff tecnico           |
| ----------------------- | ----------------------- |

| N. | Naz.                   | Ruolo | Nome                 | Anno | Alt.   | Peso   |  |
| -- | ---------------------- | ----- | -------------------- | ---- | ------ | ------ |  |
| 1  | Stati Uniti (bandiera) | P     | Will Cherry          | 1991 | 185 cm | 80 kg  |  |
| 4  | Lituania (bandiera)    | P     | Lukas Lekavičius     | 1994 | 180 cm | 76 kg  |  |
| 5  | Estonia (bandiera)     | A     | Siim-Sander Vene     | 1990 | 202 cm | 97 kg  |  |
| 7  | Lituania (bandiera)    | C     | Artūras Gudaitis     | 1993 | 208 cm | 110 kg |  |
| 8  | Lituania (bandiera)    | P     | Vaidas Kariniauskas  | 1993 | 196 cm | 90 kg  |  |
| 9  | Lituania (bandiera)    | AG    | Darius Songaila      | 1978 | 206 cm | 109 kg |  |
| 10 | Lituania (bandiera)    | AP    | Vytenis Lipkevičius  | 1989 | 195 cm | 95 kg  |  |
| 13 | Lituania (bandiera)    | AG    | Paulius Jankūnas (C) | 1984 | 205 cm | 107 kg |  |
| 15 | Lituania (bandiera)    | C     | Robertas Javtokas    | 1980 | 211 cm | 120 kg |  |
| 20 | Lettonia (bandiera)    | G     | Kaspars Vecvagars    | 1993 | 193 cm | 83 kg  |  |
| 21 | Lituania (bandiera)    | G     | Artūras Milaknis     | 1986 | 195 cm | 90 kg  |  |
| 23 | Stati Uniti (bandiera) | AP    | James Anderson       | 1989 | 198 cm | 98 kg  |  |
| 27 | Lituania (bandiera)    | A     | Donatas Tarolis      | 1994 | 202 cm | 90 kg  |  |
| 33 | Lituania (bandiera)    | G     | Tomas Dimša          | 1994 | 196 cm | 82 kg  |  |
| 92 | Lituania (bandiera)    | AP    | Edgaras Ulanovas     | 1992 | 199 cm | 96 kg  |  |

| Allenatore                                                                                      |
| - Gintaras Krapikas                                                                             |
| Assistente/i                                                                                    |
| - Šarūnas Jasikevičius - Priit Vene Legenda - (C) Capitano - (IN) Inattivo - Infortunato Roster |

## Mercato

### Sessione estiva
| Acquisti | Acquisti            | Acquisti           | Acquisti      | Acquisti |
| R.a      | Nome                | da                 | Modalità      |          |
| -------- | ------------------- | ------------------ | ------------- | -------- |
| AP       | Edgaras Ulanovas    | Neptūnas Klaipėda  | definitivo    |          |
| AG       | Darius Songaila     | Lietuvos rytas     | definitivo    |          |
| AP       | James Anderson      | Philadelphia 76ers | definitivo    |          |
| AP       | Marius Grigonis     | Peñas Huesca       | fine prestito |          |
| P        | Vaidas Kariniauskas | Lietkabelis        | fine prestito |          |
| A        | Tauras Jogėla       | Nevėžis            | fine prestito |          |

| Cessioni | Cessioni             | Cessioni        | Cessioni       | Cessioni |
| R.       | Nome                 | a               | Modalità       |          |
| -------- | -------------------- | --------------- | -------------- | -------- |
| G        | Vytenis Čižauskas    | Lietkabelis     | fine contratto |          |
| AP       | Martynas Pocius      | Galatasaray     | fine contratto |          |
| P        | Šarūnas Jasikevičius |                 | ritirato       |          |
| C        | Mindaugas Kupšas     | Kalev/Cramo     | prestito       |          |
| P        | Justin Dentmon       | Qingdao Eagles  | fine contratto |          |
| AG       | Tadas Klimavičius    | Telekom Bonn    | fine contratto |          |
| AP       | Marius Grigonis      | Manresa         | fine contratto |          |
| A        | Tauras Jogėla        | Pieno žvaigždės | fine contratto |          |

### Dopo l'inizio della stagione
| Acquisti | Acquisti    | Acquisti            | Acquisti        | Acquisti   |
| R.       | Nome        | da                  | Data            | Modalità   |
| -------- | ----------- | ------------------- | --------------- | ---------- |
| P        | Will Cherry | Cleveland Cavaliers | 7 dicembre 2014 | definitivo |

| Cessioni | Cessioni | Cessioni | Cessioni | Cessioni |
| R.       | Nome     | a        | Data     | Modalità |
| -------- | -------- | -------- | -------- | -------- |